# Comuna Słupsk
Comuna Słupsk (poloneză gmina Słupsk) este o comună rurală din powiat-ul słupski, voievodatul Pomerania, din partea septentrională a Poloniei. Sediul administrativ este municipiul Słupsk, care însă nu îi aparține, având statutul de powiat și comună separate. Conform datelor din 2004 comuna avea 13.546 de locuitori. Întreaga suprafață a comunei Słupsk este 260,58 km².
În comuna sunt 29 de sołectwo-uri: Bierkowo, Bukówka, Bydlino, Bruskowo Wielkie, Bruskowo Małe, Gać-Redęcin, Gałęzinowo, Głobino, Grąsino, Jezierzyce, Karżcino, Krępa Słupska, Krzemienica, Kukowo, Lubuczewo, Redzikowo, Rogawica, Siemianice, Stanięcino, Strzelino, Strzelinko, Swołowo, Warblewo, Wieszyno, Wiklino, Wielichowo, Włynkowo, Włynkówko și Wrzeście. Comuna învecinează cu comuna Ustka, comuna Smołdzino, comuna Główczyce, comuna Damnica, comuna Dębnica Kaszubska și comuna Kobylnica din powiat-ul słupski, respectiv comuna Sławno și comuna Postomino din powiat-ul sławieński, voievodatul Pomerania Occidentală. Are și o frontieră comună cu municipiul Słupsk.
Înainte de reforma administrativă a Poloniei din 1999, comuna Słupsk a aparținut voievodatului Słupsk.